# Sargentolvon
Sargentolvon, Viburnum sargentii är en desmeknoppsväxtart som beskrevs av Emil Bernhard Koehne. Viburnum sargentii ingår i släktet olvonsläktet, och familjen desmeknoppsväxter. Inga underarter finns listade i Catalogue of Life.

## Bildgalleri

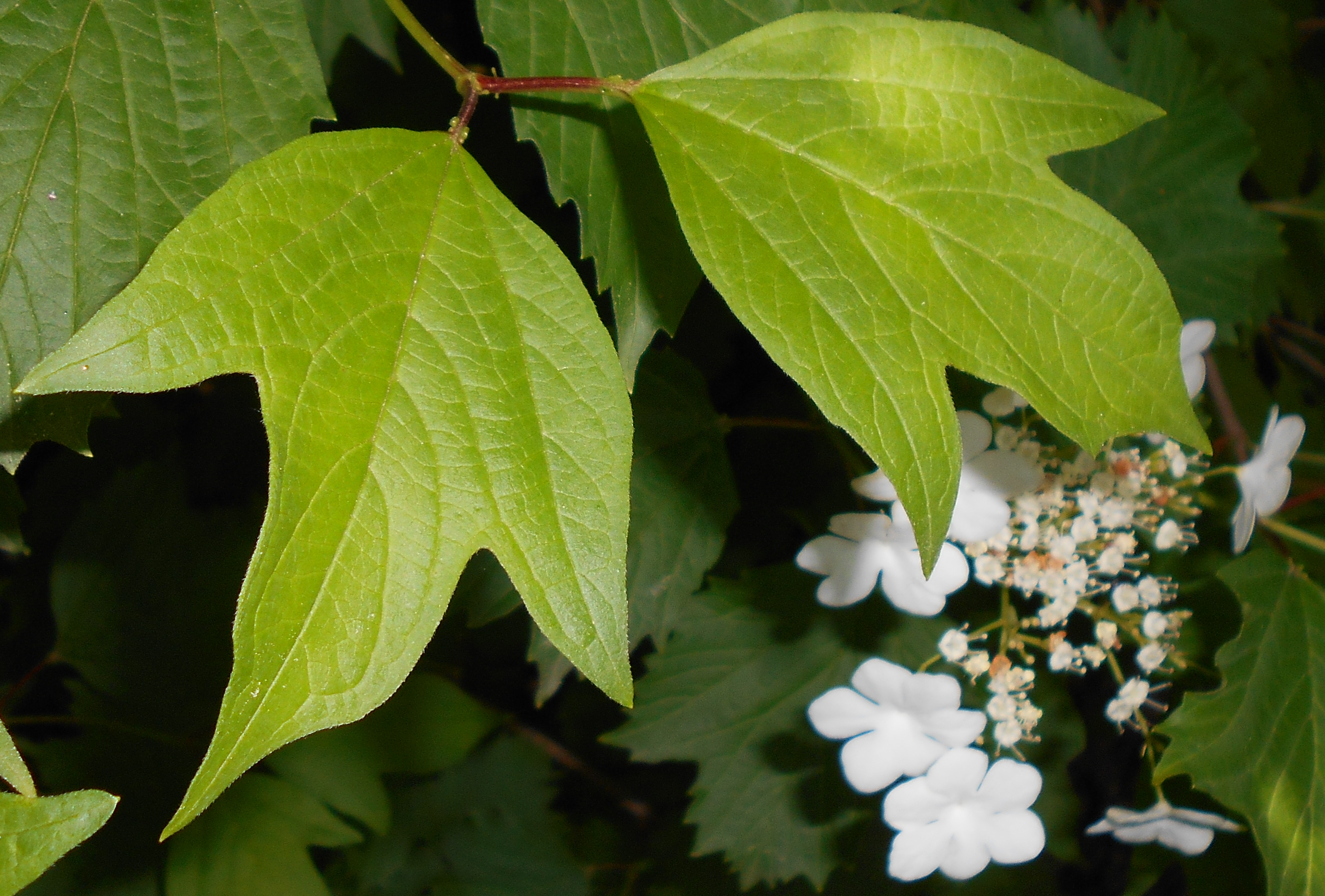
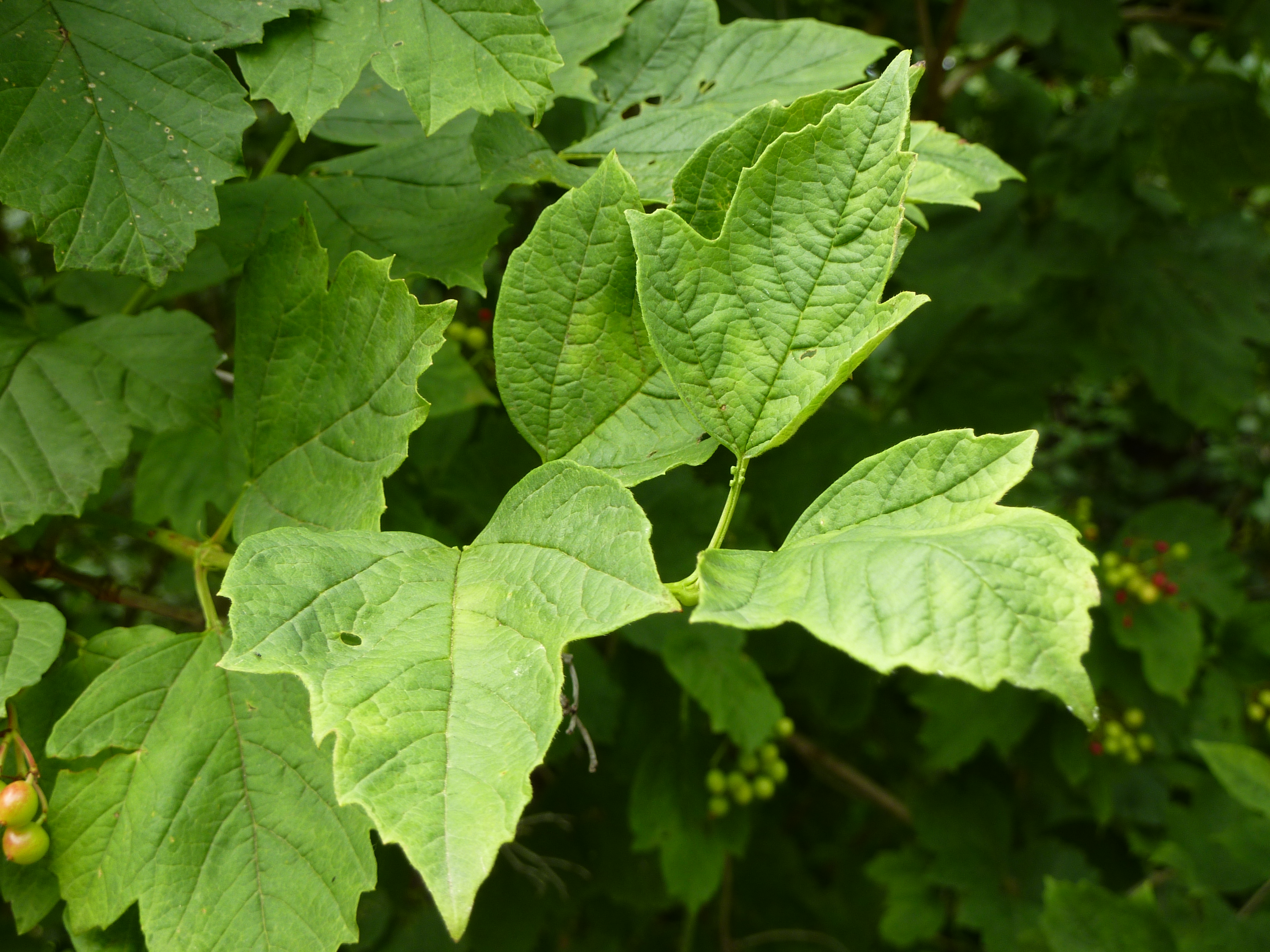
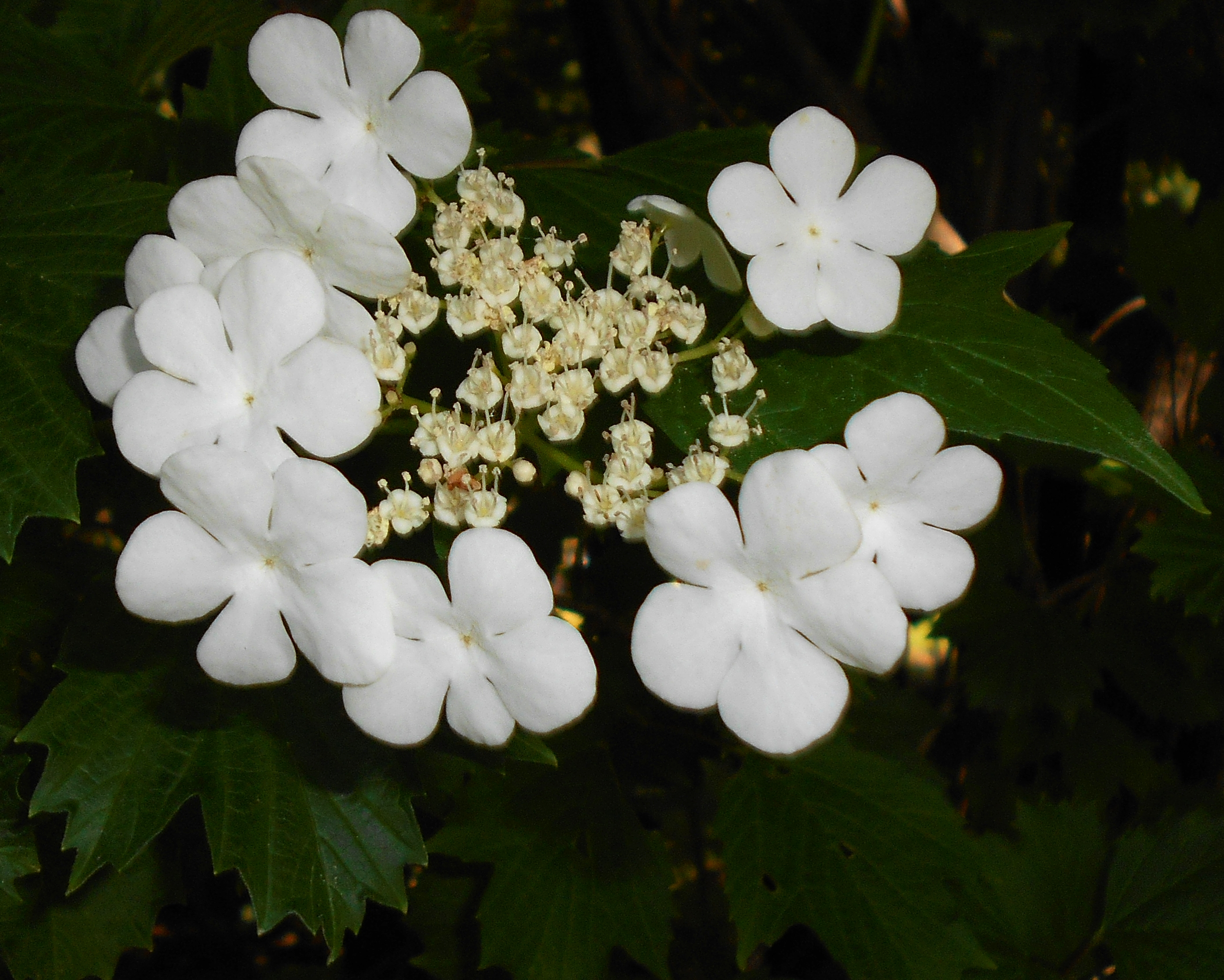
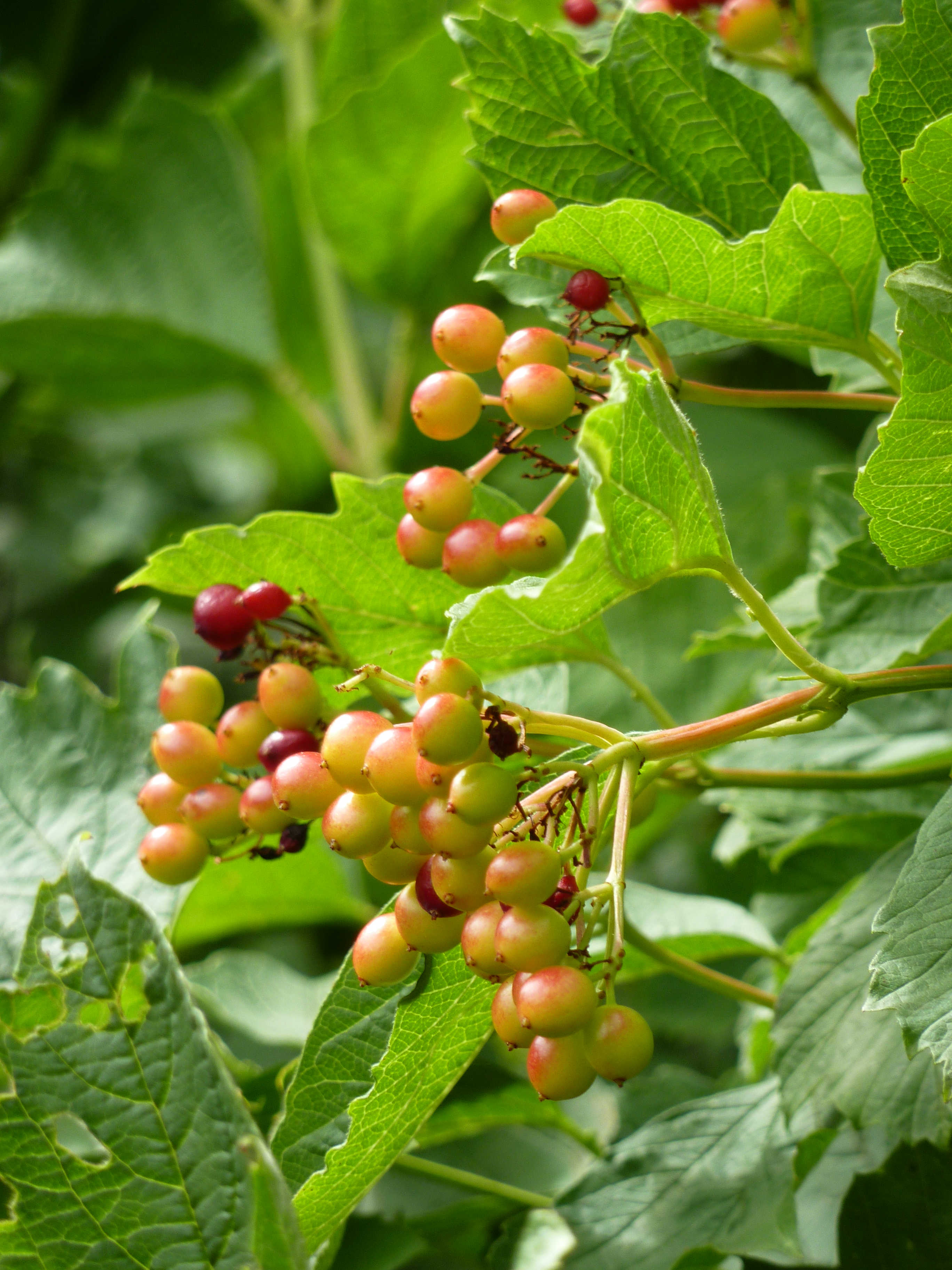
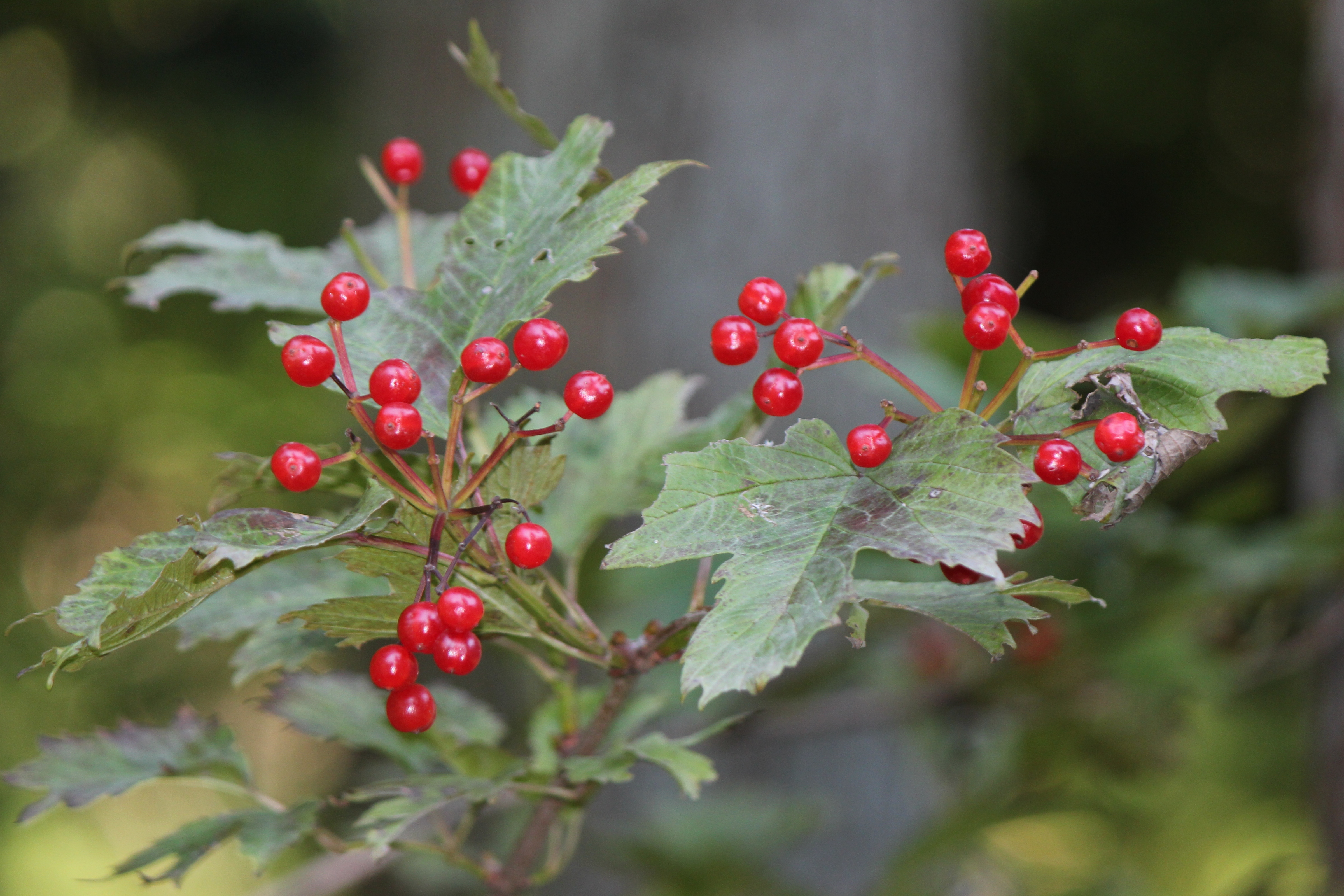